# Eria hegdei
Eria hegdei är en orkidéart som beskrevs av Agrawala och Harsh Jeet Chowdhery. Eria hegdei ingår i släktet Eria och familjen orkidéer.
Artens utbredningsområde är Arunachal Pradesh. Inga underarter finns listade i Catalogue of Life.